# Sea Breacher
Sea Breacher är en miniubåt avsedd för en person. Ubåten ser ut som en delfin och drivs av en 175 hästkrafters motor som förmår att driva ubåten i en hastighet av 13 m/s i ytläge eller 9 m/s i u-läge.